# Christian Rodembourg
Christian Rodembourg, né le 26 août 1959 à Bruxelles en Belgique, est un prélat de l'Église catholique. Depuis 2017, il est l'évêque du diocèse de Saint-Hyacinthe au Québec.

## Biographie
Christian Rodembourg est né le 26 août 1959 à Bruxelles en Belgique. Le 12 mai 1991, il a prononcé ses premiers vœux pour devenir membre des Missionnaires de Saints-Apôtres au sein desquels il professa ses vœux solonnels le 29 mai 1994. Le 5 août 1995, au terme d’études supérieures en théologie à l’Université de Montréal, il est ordonné prêtre au sein de cette société et devient prêtre puis curé de la paroisse cocathédrale du diocèse de Saint-Jean-Longueuil.
Le 29 juin 2017, il est nommé évêque du diocèse de Saint-Hyacinthe au Québec. Le 17 septembre suivant, en la cathédrale Saint-Hyacinthe-le-Confesseur, il est consacré évêque par les évêques Luc Cyr, archevêque de l'archidiocèse de Sherbrooke, et les coconsécrateurs François Lapierre, ancien évêque de Saint-Hyacinthe, et Lionel Gendron, évêque émérite du diocèse de Saint-Jean–Longueuil au Québec. La cérémonie d'ordination épiscopale est visible sur YouTube. 
Lors de la procession d'entrée dans la cathédrale des quelque 200 prêtres et évêques, il y a une vingtaine de femmes au côté d’hommes revêtus d’une aube blanche et d’une étole portée en biais. Le nouvel évêque a en effet demandé que les épouses des diacres de son diocèse les accompagnent durant la cérémonie de son ordination qui dure trois heures.
La Société des Missionnaires des Saints-Apôtres a été fondée par le franciscain québécois Eusèbe-Henri Ménard (1916-1987). Christian Rodembourg est le premier membre de cette communauté, présente dans une dizaine de pays, à être nommé évêque.
Il est élu président de l'Assemblée des évêques catholiques du Québec le 20 septembre 2019 pour un premier mandat de deux ans,.

## Annexe